# Łukasz Mamica
Łukasz Mamica (ur. 7 stycznia 1971 r. w Krakowie) – polski ekonomista i politolog, profesor nauk społecznych w dyscyplinie nauki o polityce i administracji. Kierownik Katedry Gospodarki Publicznej Uniwersytetu Ekonomicznego w Krakowie, a od września 2024 r. Prorektor ds. Współpracy i Projektów na tejże uczelni. Autor konceptualnych rzeźb z recyklingowanego aluminium re-form.

## Życiorys
W 1995 r. ukończył studia na Wydziale Ekonomii Akademii Ekonomicznej w Krakowie na kierunku Handel zagraniczny. Na tym samym wydziale doktoryzował się w 1999 r. na podstawie rozprawy Determinanty konkurencyjności polskich regionów. Stopień doktora habilitowanego nauk ekonomicznych w dyscyplinie ekonomia uzyskał na Wydziale Ekonomii i Stosunków Międzynarodowych Uniwersytetu Ekonomicznego w Krakowie w 2014 r. na podstawie rozprawy zatytułowanej Wzornictwo przemysłowe jako determinanta konkurencyjności gospodarki. 14 lutego 2023 r. otrzymał tytuł profesora nauk społecznych w dyscyplinie nauki o polityce i administracji.
Zawodowo od 1995 r. związany najpierw z Akademią Ekonomiczną w Krakowie, a od 2007 r. z Uniwersytetem Ekonomicznym w Krakowie. W Kolegium Gospodarki i Administracji Publicznej tego uniwersytetu od 2017 pełni funkcję kierownika Katedry Gospodarki Publicznej. W 2016 został profesorem nadzwyczajnym na macierzystej uczelni. 
Od 2014 r. koordynator obszaru badawczego Industrial Policy and Development w międzynarodowym stowarzyszeniu ekonomistów European Association for Evolutionary Political Economy (EAEPE), w którym w latach w latach 2014–2016 pełnił funkcję członka zarządu. Członek The International Association for Energy Economics. Redaktor tematyczny czasopisma Journal of Public Governance w obszarze ekonomii. Od 2005 r. redaktor naczelny kwartalnika Innowacyjny Start. Prowadzi badania w zakresie polityki energetycznej i konkurencyjności gospodarki i zrównoważonego rozwoju. Inicjator i koordynator kierunku Gospodarka energetyczna i zrównoważona transformacja na studiach magisterskich w Uniwersytecie Ekonomicznym w Krakowie. 
Autor koncepcji ko-kreatywnego uniwersytetu, zgodnie z którą powinien on wykorzystywać możliwości, jakie niesie ze sobą wielowymiarowa współpraca pomiędzy wykładowcami, studentami i szeroko rozumianym otoczeniem zewnętrznym.
Od 2019 organizator projektu sztuka pomaga, którego celem jest promocja sztuki połączona ze zbieraniem środków na cele charytatywne. Autor charakterystycznych form rzeźbiarskich re-form, opartych na koncepcji ko-kreatywności w sztuce, zakładającej konieczność kreatywnego myślenia zarówno po stronie twórcy, jak i odbiorcy dzieła. W niektórych przypadkach inspiracja dzieła wyjaśniona jest w krótkich animacjach, jak  Ciało w przypadku rzeźby V-189 Róża, czy Morza Mody.  

## Wybrane publikacje
Mamica, Ł. 2022, The Co-creative University, Evaluation, Expectations and Economic Policy Implications, London, New York: Routledge,
Mamica, Ł., Dolfsma W., 2022, Industrial Policy, [w:] The Oxford Handbook of State Capitalism and the Firm, ed. by Wright, M., Wood, G., T., Cuervo-Cazurra, A., Sun, P., khmatovskiy, Grosman, A. Oxford: Oxford University Press,
Kastelli, I., Mamica, L., & Lee, K. 2023. New perspectives and issues in industrial policy for sustainable development: from developmental and entrepreneurial to environmental state. Review of Evolutionary Political Economy,
Dolfsma, W., Mamica, Ł., 2020, Industrial Policy – an Institutional Economic Framework for Assessment, Journal of Economic Issues. – Vol. 54, No. 2, s. 349–355,
Mamica, Ł., 2021, The Role of Universities in the Embeddedness of Business Process Outsourcing,, [w:] Outsourcing in European Emerging Economies: Territorial Embeddedness and Global Business Services / ed. by Mamica, Ł., – London, New York: Routledge,
Mamica, Ł. (ed.), 2021, Outsourcing in European Emerging Economies: Territorial Embeddedness and Global Business Services – London, New York: Routledge, – XVIII, 222 s., Routledge Advances in Regional Economics, Science and Policy,
Mamica, Ł. (ed.), Tridico, P. (ed.), 2014, Economic Policy and the Financial Crisis – Abingdon; New York: Routledge. – XXIV,
Toporowski, J.(ed.), Mamica, Ł. (ed.), 2014, Michał Kalecki in the 21st Century, Palgrave Macmillan. – X, 281 s. Hampshire, New York: Palgrave Studies in the History of Economic Thought Series,
Mamica, Ł., 2012, Wzornictwo przemysłowe jako determinanta konkurencyjności gospodarki – Kraków: Uniwersytet Ekonomiczny w Krakowie, 2012. – 269 s. Seria Specjalna, Monografie,